# Slovenska mladinska književnost od 1941

## Uvod
Partizanska mladinska književnost je v literaturi slabo predstavljena, kar lahko razumemo kot posledico dejstva, da so bila besedila, ki so nastajala med narodnoosvobodilnim bojem, napisana »za današnjo rabo«,  posvečena in podrejena ideji osvobodilnega boja, zato so bila literarnim zgodovinarjem manj zanimiva. Tudi raziskovalci slovenske mladinske književnosti to obdobje večinoma kar izpustijo in tako si je mogoče ustvariti napačen vtis, da je v času narodnoosvobodilnega boja nastajala le književnost za odrasle. Pregled kartoteke partizanskega tiska, ki jo vodi Arhiv Republike Slovenije, nam dokazuje, da to ne drži. Celotni mladinski tisk med narodnoosvobodilnim bojem v Sloveniji šteje okoli petinsedemdeset listov in sedemnajst samostojnih publikacij, od katerih je le manjši del namenjen mlajšim bralcem. Listi so pokrivali vse slovensko nacionalno ozemlje, vendar pa je bilo njihovo izhajanje odvisno od razmer na okupiranem  in osvobojenem ozemlju. V periodiki je bilo natisnjen tudi večji del leposlovja.

## Osvobodilni tisk za mladino
Mladinski tisk je vzgajal, izobraževal, politično mobiliziral, objavljal programe dela in nalog vseh mladinskih organizacij, razkrinkaval sovražno propagando, pozival k bojkotu prireditev, ki jih je organiziral okupator. Propagiral je tekmovanja, poročal o delu mladine, o pomembnih političnih dogodkih doma in po svetu, poskrbel pa je tudi za razvedrilo (križanke, rebusi ipd.). Delimo ga na mladinske časopise na  centralne liste s pokrajinskimi ponatisi, pokrajinske in okrožne liste ter vojaške mladinske liste.
Centralni mladinski listi so bili: Mlada Slovenija, priloga Slovenskega poročevalca kot glasilo Mladinske osvobodilne fronte slovenskega naroda (1941-1943); Mladina (1943-1945); Mlada pest, Mlada pest, glasilo Pokrajinskega komiteja Zveze komunistične mladine Jugoslavije (1943-1945).
Pokrajinski in okrožni mladinski listi so bili: Mladina - gorenjska, primorska in štajerska izdaja; Mladi puntar, glasilo Zveze slovenske mladine za Primorsko; Mlada Bela krajina, glasilo Zveze slovenske mladine za Belo krajino svoje glasilo idr.
Veliko je bilo vojaških listov za mladino: Gorenjska mladina. Odredni skojevski list Jeseniško-bohinjskega odreda; Juriš. Mladinski časopis 1. bataljona III. VDV  brigade; Klic mladine. Glasilo mladih III. brigade VDV; Mi gremo! List SKOJ-a II. bataljona; Mlada rast. SKOJ IX. SNOUB tehn. XVIII. divizije; Mlade sile. SKOJ-evski list V. SNOUB I. Cankar; Mladi borec. Glasilo mladine IV. SNOUB Ljuba Šercerja; Mladi borec. Glasilo mladine XIII. SNOUB Mirka Bračiča; Mladi junak. Glasilo SKOJ-a VIII. SNOUB; Mladi kovači. Glasilo SKOJ-a pri štabu IX. korpusa NOV in POJ; Mladi strelec. Glasilo mladine Belokranjskega odreda; Mladi topničar. Piše mladina artilerije XV. divizije NOV in POS idr.

## Osvobodilni tisk za otroke
Med t. i. osvobodilnim tiskom so bila tudi posebna glasila za otrok, ki so tako kot mladinska služila narodnospodbudnemu delovanju, politični vzgoji, dvigovanju bojne morale, razvijanju vrednot narodnoosvobodilnega boja in branju v šoli. V teh glasilih so objavljali popolnoma neznani, pa tudi že pred vojno uveljavljeni avtorji. Glasila, kot so Gorenjski pionir, Slovenski pionir, Pionir, Novi rod itd., so uporabljali v partizanskih šolah tudi kot nadomestna berila, zato so v njih ponatiskovali tudi Prešernove in Župančičeve pesmi, pesmi Anice Černejeve, Mirka Kunčiča, odlomke iz Cankarjevih in Bevkovih del itd., otroške pesmi so objavljali Tone Seliškar, France Kosmač, Venceslav Winkler idr. 
Otrokom so bile namenjene tudi štiri brošure: Pravljica o Osvobodilni fronti (Janez Perovšek - Pelko), Nekoč je bil ... (Miloš Ziherl - Mišo), ponatis Župančičeve zbirke Ciciban in Bevkov prevod pravljice Branka Čopiča Našim pionirčkom.